# Тамбовський (Адигея)
Тамбовський (рос. Тамбовский; адиг. Тамбовскэр) — хутір Гіагінського району Адигеї Росії. Входить до складу Сергіївського сільського поселення.
Населення — 591 особа (2015 рік).